# Pseudelaphe flavirufa
Genre
Espèce
Synonymes
- Coluber flavirufus Cope, 1867
- Elaphis pardalinus Peters, 1869
- Elaphis rodriguezii Bocourt, 1887
- Elaphe flavirufa matudai Smith, 1941
- Elaphe flavirufa phaescens Dowling, 1952
- Elaphe flavirufa polysticha Smith & Williams 1966

Statut de conservation UICN

 LC  : Préoccupation mineure
Pseudelaphe flavirufa, unique représentant du genre Pseudelaphe, est une espèce de serpents de la famille des Colubridae.

## Répartition
Cette espèce se rencontre au Mexique, au Belize, au Guatemala, au Honduras et au Nicaragua.

## Liste des sous-espèces
Selon The Reptile Database (21 mars 2012) :
- Pseudelaphe flavirufa flavirufa (Cope, 1867)
- Pseudelaphe flavirufa matudai (Smith, 1941)
- Pseudelaphe flavirufa pardalinus (Peters, 1869)

## Publications originales
- Cope, 1867 "1866" : Fifth contribution to the herpetology of tropical America. Proceedings of the Academy of Natural Sciences of Philadelphia, vol. 18, p. 317-323 (texte intégral).
- Mertens & Rosenberg, 1943 : Elaphe flavirufa (Cope), die mexikanische Nachtnatter. Wochenschrift für Aquarien und Terrarienkunde, vol. 37, no 3, p. 60-62
- Peters, 1869 "1868" : Über neue Säugethiere (Colobus, Rhinolophus, Vesperus) und neue oder weniger bekannte Amphibien (Hemidactylus, Herpetodryas, Spilotes, Elaphis, Lamprophis, Erythrolamprus). Monatsberichte der Königlichen Preussischen Akademie der Wissenschaften zu Berlin, vol. 1868, p. 637-642 (texte intégral).
- Smith, 1941 : Notes on Mexican snakes of the genus Elaphe. Copeia, vol. 1941, no 3, p. 132
- Smith & Williams, 1966 : The ratsnake of the Bay Islands, Honduras. Chicago Academy of Sciences Natural History Miscellanea, no 185, p. 1-2.